# Annemarie Schreiner
Annemarie Schreiner (* 10. Mai 1914; † unbekannt) war eine deutsche Schauspielerin.

## Filmografie
- 1938: Sergeant Berry
- 1939: 15 Minuten nach Mitternacht  (Kurzfilm)
- 1939: Kennwort Machin
- 1940: Zwischen Hamburg und Haiti
- 1940: Die gute Sieben
- 1941: Friedemann Bach